# Atreu

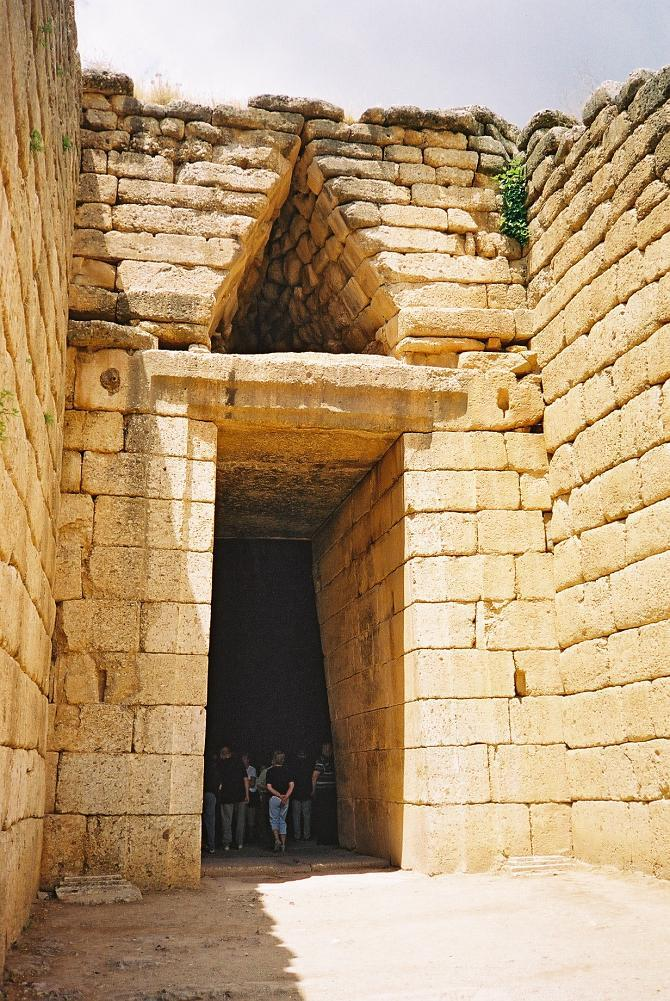
Micene
Intrarea în "tholosul" (mormântul) lui Atreu

Atreu (limba greacă: Ατρεύς), în mitologia greacă, a fost un rege al Micenei. El era fiul lui Pelops și al Hippodamiei și tatăl lui Agamemnon și al lui Menelau. Numele său se leagă de dinastia Atrizilor.

## Mitologie
Atreu cu fratele său Tieste l-au ucis, la îndemnul mamei lor, Hippodamia, pe fratele lor vitreg, Chrysippus, care era urmașul la tron. Pelops, tatăl lor, i-a exilat împreună cu mama sa la Micene. Acolo, regele Euristeu i-a numit regenți în timpul campaniei sale împotriva Atenei, dar cum Euristeu a murit în timpul acestei campanii, Atreu a devenit rege peste Micene.
La Micene se afla în vremea aceea un berbec cu lână de aur, dăruit de Hermes lui Atreu. Zeii spuseseră că cel care va stăpâni berbecul va domni peste Micene. Tieste, gelos pe fratele său, fură berbecul ajutat de soția lui Atreu, Aerope, și se proclamă rege. Dar poporul îl alungă și Atreu a rămas rege. Tieste, în fuga lui din cetate, l-a luat și pe micul fiu al lui Atreu, Polysthenes, și l-a crescut la el, insuflându-i ură față de tatăl său adevărat. Polysthenes a fost apoi trimis la Micene să-l ucidă pe Atreu. Dar acesta se apără și își ucide neintenționat propriul fiu. Ca să se răzbune, Atreu îi ucide pe cei doi fii ai lui Tieste, Polysthenes și Tantalos, și din ei a făcut un ospăț pentru tatăl lor, pe care Atreu îl păcălise cu gândul de împăcare. După ce Tieste termină de mâncat, Atreu îi arătă capetele fiilor săi. Tieste îl blestemă pe Atreu și fuge în Epir.
Ca pedeapsă pentru fărădelegile lui Atreu, zeii au trimis o secetă în Argolida, oracolul spunându-i lui Atreu că seceta va înceta doar atunci când Tieste se va înapoia. După mulți ani, fii lui Atreu, Agamemnon și Menelau, l-au găsit pe Tieste și l-au întemnițat la Micene. Atreu l-a pus pe fiul lui Tieste, Egist, pe care-l crescuse de mic, să-l asasineze pe tatăl său. Dar Egist l-a ucis pe Atreu în timp ce închina ofrande zeilor și l-a eliberat pe Tieste din temniță, cei doi începând să domnească la Micene. Fii lui Atreu, Agamemnon și Menelau, s-au  refugiat la regele Tyndareos al Spartei, care îi va ajuta să-și recapete moștenirea.

## Mormântul lui Atreu
În 1879, Heinrich Schliemann a descoperit un mormânt-galerie (tholos) de piatră sub Agora miceniană. Acest mormânt a fost numit, prin convenție, Comoara lui Atreu sau Mormântul lui Agamemnon. Aparținând Cercului Funerar A, mormântul conține trupul unui conducător (probabil Atreu) și diferite obiecte, precum arme sau vase de bronz. Construit în prima jumătate a secolului al XIII-lea din piatră, mormântul este frumos decorat cu diferite imagini și culori, evidențiind luxul conducătorilor ahei din Epoca Brozului.